# Clepsis vitiana
Clepsis vitiana es una especie de polilla del género Clepsis, categorizada en la tribu Archipini, de la subfamilia Tortricinae.

## Distribución
Se distribuye por Colombia.

## Taxonomía
Fue descrita por Zeller en 1877 y publicada en (Loxotaenia), Horae Soc. ent. Ross. 13: 103.